# Tullio Bozza
Tullio Bozza (ur. 3 lutego 1891 w Neapolu, zm. 13 lutego 1922 tamże) – włoski szermierz, złoty medalista olimpijski.
Na igrzyskach olimpijskich w Antwerpii w 1920 roku Włosi w składzie: Aldo Nadi, Nedo Nadi, Abelardo Olivier, Giovanni Canova, Dino Urbani, Tullio Bozza, Andrea Marrazzi, Antonio Allocchio, Tommaso Costantino i Paolo Thaon di Revel zdobyli złoty medal w szpadzie drużynowej. W turnieju indywidualnym odpadł w ćwierćfinałach. Były to jego jedyne starty olimpijskie.
Nie zdobył medalu mistrzostw świata.
Zmarł w wieku 31 lat po długiej chorobie.